# شورک صبوری
شورک صبوری، روستایی از توابع بخش رضویه شهرستان مشهد در استان خراسان رضوی ایران است.

## جمعیت
این روستا در دهستان آبروان قرار دارد و بر اساس سرشماری مرکز آمار ایران در سال۱۳۹۹، جمعیت آن ۸۷۰نفر (۲۲۰خانوار) بوده‌است.